# Bergantim

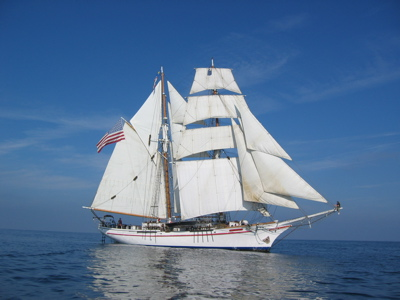
Bergantim Irving Johnson

Bergantim é uma embarcação do tipo da galé, de um a dois mastros e velas redondas ou vela latinas. Levava trinta remos e era utilizado como elemento de ligação, exploração, como auxiliar de armadas ou em outros serviços do género. Era um navio escolhido pelos reis, e grandes senhores, para sua utilização em cerimónias.